# Aaptos tenta
Aaptos tentum là một loài động vật thân lỗ thuộc họ Suberitidae. Loài này được mô tả năm 1994 bởi Michelle Kelly-Borges và Patricia Bergquist.